# La Famiglia (gruppo musicale)
La Famiglia è un gruppo musicale rap italiano.

## Storia
Il gruppo si forma a Napoli verso la fine degli anni '80. Il trio fa parte della K.T.M., storica crew di writers partenopea (K.T.M. è l'acronimo di "Ki T'è Mmuorto"), nata dagli stessi Polo e ShaOne insieme a Zemi. Negli anni successivi, sono entrati a far parte: Chief, Kaf, Mars, Cyop, Eno, Demon, Ozon, Jorit e Skor; ancora oggi membri ufficiali. Inoltre, sia Polo che ShaOne sono considerati tra i migliori writer italiani, quest'ultimo addirittura tra i pionieri del movimento in Italia, avendo iniziato già nel 1981. Tra l'altro, la stessa crew insieme ad altre persone orbitanti intorno a loro, crearono una linea d'abbigliamento che riprende lo stile hip hop (ma non solo): la Boom Bap.
Dopo alcune collaborazioni con diversi esponenti della scena (quali Chief e Soci, Dj Enzo e Neffa) il trio debutta nel 1998 con l'album 41º Parallelo, rappato quasi completamente in napoletano, che fa entrare Polo, ShaOne e Simi tra i gruppi emergenti del panorama nazionale.
Dopo un periodo di distacco, nel quale i tre affinano altre doti (quali la recitazione e la grafica), la Famiglia torna nel 2004 con il disco "Pacco", pubblicizzato dal singolo "Amici".
Nel frattempo Polo, dopo essersi trasferito a New York, fonda una sua etichetta discografica denominata Polemics Recording con la quale ha finora pubblicato due raccolte di Hip Hop partenopeo: Napolizm (2005) e Napolizm Volume 2 (2006). 
In America pubblica un brano con DJ Nickodemus (Turntables on the Hudson), Global Village, che entra a far parte della colonna sonora del film "Battle in Seattle" con Ray Liotta e Andre3000 degli Outkast.
Nel 2006 termina il documentario "Napolizm Vol. 2" da allegare all'uscita della compilation (CD). Il documentario però viene pubblicato solo una decina di anni dopo, e visto il grande interesse suscitato è stato presentato ufficialmente con un tour nei cinema delle principali città' italiane.
Durante questo periodo Polo firma la regia di tanti videoclip italiani e stranieri tra cui Clementino ("Notte"), Rocco Hunt ("Haranzullah rap" ), Cosang ("Fin quanno vai 'ncielo"), Enzo Gragnaniello ("L'erba cattiva"), Pitcho ("Anges noir" "Allez a faire la fete").
Nel 2008 ShaOne si cimenta al suo debutto da solista con l'album Anticamera, che assume un duplice significato: la parola composta, anti-camera, per prendere le distanze dal mondo effimero del piccolo schermo e Anticamera, come spazio di attesa antistante la camera dove si realizzano i nostri sogni.
Nel 2012 Shaone realizza diverse canzoni con artisti campani come Patto MC (nella canzone Fresh, insieme anche a Bassi Maestro) e Francesco Paura (Sangue e inchiostro, dall'album Slowfood, insieme anche a Speaker Cenzou). Appare anche nella canzone Nanthem Vol.1 insieme a vari artisti campani.
Nel 2013 La Famiglia compare nella traccia bonus Messaggeri del Vesuvio, dall'album di Clementino Mea culpa.
Nel 2017 Shaone pubblica il suo secondo album da solista Over.
Nel 2020 in esclusiva per il Record Store Day Italia, viene ristampato 41º Parallelo in doppio vinile 180 grammi colorato trasparente tiratura limitata 500 copie. Successivamente in rosso 500 copie e bianco 500 copie.
L'anno seguente ancora in esclusiva per il RSD, viene ristampato in versione picture disc il doppio singolo C.N.E.F./Odissea in edizione limitata numerata in 500 copie.
Il 25 settembre 2021 viene pubblicato il nuovo video della canzone dal titolo Phantomast che precede l'uscita del prossimo album in studio del gruppo.

## Formazione
- Polo (Alberto Cretara)
- Shaone (Paolo Romano)
- DJ Simi (Simone Cavagnuolo)

## Discografia

### Album in studio
- 1998 – 41º Parallelo
- 2004 – Pacco

### Collaborazioni
- 1997 – DJ Enzo & La Famiglia - E uno, due, tre, quattro
- 1997 – Kay Bianco ft. La Famiglia  - Sogno che ci sei
- 1997 – Chief & Soci - Mazz' e Panell'
- 1998 – Joel & La Famiglia - Na Mano
- 1998 – Neffa ft. Chico MD, DJ Gruff, La Famiglia, McMello - Solo fumo
- 1999 – Joel & La Famiglia - Na mano
- 2011 – 7Peccati & La Famiglia - Dynamike